# Stuartowie
Stewart lub Stuart – dynastia władców Szkocji od 1371 r., potem także Anglii od 1603 r.

## Dzieje

### Linia królewska
Pierwszym królem Szkocji z tego rodu był Robert II, który zasiadł na tronie w 1371 r. Był synem Waltera, szóstego dziedzicznego Wielkiego Stewarda Szkocji i Marjorie, siostry króla Dawida II, ostatniego z dynastii Bruce. Od nazwy urzędu pełnionego przez jego przodków przyjęła się nazwa dynastii (w wersji angielskiej Stuart). Główna linia męska dynastii wygasła na Jakubie V w 1542 r. Dziedziczką tronu została jego córka Maria (zm. 1587 r.). Panowała do 1567 r. Została pozbawiona tronu na rzecz swego syna – Jakuba VI (zm. 1625 r.). Jego ojcem był Henryk Stuart, lord Darnley (zm. 1567 r.), książę Albany z młodszej linii dynastii Stuart.
Jakub VI w 1603 r. przejął po śmierci Elżbiety I tron Anglii jako Jakub I. W 1649 r. dynastia utraciła wskutek rewolucji tron Anglii, a króla Karola I ścięto. W 1651 Cromwell wygnał Stuartów także ze Szkocji. Karol II wrócił do Wielkiej Brytanii w 1660 r. W 1689 r. jego brat Jakub II (VII Szkocki) został zdetronizowany w wyniku tzw. „chwalebnej rewolucji”. Koronę przekazano linii żeńskiej (królowa Maria II). Ostatnią panującą władczynią z rodu Stuartów była do 1714 jej siostra Anna. Genealogia rodu Stuartów została szczegółowo przedstawiona w artykule: Drzewo genealogiczne Stuartów
Linia królewska Stuartów wygasła na Henryku Benedykcie, kardynale Yorku w 1807 r. Przez swą matkę, Marię Klementynę, był prawnukiem polskiego króla Jana III Sobieskiego. Linia naturalna pochodząca od Jakuba II wygasła po mieczu w r. 1953 ze śmiercią Jakuba Marii Karola Fitz-James Stuarta, księcia Alba, wnuka siostry cesarzowej francuskiej Eugenii.

### Linie boczne
Od naturalnego potomstwa króla Karola II wywodzą się liczne angielskie rody arystokratyczne: 
1. książęta Buccleuch (z tej rodziny pochodziła Alicja żona Diuka Gloucesteru, wuja królowej Elżbiety II),
2. książęta Cleveland (wygaśli w 1774 r.),
3. książęta Grafton, Northumberland (wygaśli w 1716 r.),
4. of St. Albans,
5. książęta Richmond,

Od naturalnego syna króla Jakuba II i VII wywodzi się rodzina Fitzjames Stuart: 
1. książęta de Alba, de Berwick, de Liria y Jerica,
2. hrabiowie de Baños i de Teba,
3. książęta de Peñaranda, Berwick i hrabiowie de Montijo.

Przedstawicielką tej rodziny była m.in. Cayetana Fitz-James Stuart – zwana najbardziej utytułowaną kobietą świata.

## Genealogia Stuartów

### Królowie Szkocji
```
Robert II Stewart
 (2 marca 1316 – 19 kwietnia 1390) król Szkocji
x Elżbieta Mure
│
├─>
Robert III Stewart
 (zm. 1406) król Szkocji
│ x 
Annabella Drummond

│ │
│ ├─>Dawid Stewart (ur. 1378, zm. 1402)
│ │ x Marjorie Douglasa (zm. 1421)
│ │
│ ├─>
Jakub I Stewart
 (10 grudnia 1394 – 21 lutego 1437) król Szkocji
│ │ x 
Joanna Beaufort
 (ok. 1404 – 15 lipca 1445)
│ │ │
│ │ ├─>Małgorzata Stewart (ok. 25 grudnia 1424 – 16 sierpnia 1445)
│ │ │ x 
Ludwik XI
 król Francji
│ │ │
│ │ ├─>Izabela Stewart (1425/1427 – 1494)
│ │ │ x 
Franciszek I Bretoński
 książę Bretanii
│ │ │
│ │ ├─>Eleonora Stewart (26 października 1427 – 20 listopada 1480)
│ │ │ x 
Zygmunt Habsburg

│ │ │
│ │ ├─>Maria Stewart (1428 – 20 marca 1465)
│ │ │ x Wolfart van Borsselen, hrabia Grandpre
│ │ │
│ │ ├─>Joanna Stewart (ok. 1428 – po 16 października 1486)
│ │ │ x James Douglas, 1. hrabia Morton
│ │ │
│ │ ├─>Aleksander Stewart (16 października 1430 – 1430), książę Rothesay
│ │ │
│ │ ├─>
Jakub II Stewart
 (16 października 1430 – 3 sierpnia 1460), król Szkocji
│ │ │  x Maria z Gueldres
│ │ │  │
│ │ │  ├─>syn (ur. i zm. 19 maja 1450)
│ │ │  │
│ │ │  ├─>
Jakub III Stewart
 (1451/1452-1488), króla Szkocji
│ │ │  │ x 
Małgorzata Duńska
 (23 czerwca 1456 – przed 14 lipca 1486)
│ │ │  │ │
│ │ │  │ ├─>
Jakub IV Stewart
 (1473-1513), król Szkocji
│ │ │  │ │  x
Małgorzata Tudor
 (30 listopada 1489 – 15 października 1541 )
│ │ │  │ │  │
│ │ │  │ │  ├─>
Jakub V Stewart
 (1512 – 14 grudnia 1542), król Szkocji
│ │ │  │ │  │  x 
Maria de Guise
 (22 listopada 1515 – 11 czerwca 1560)
│ │ │  │ │  │  │
│ │ │  │ │  │  ├─>Jakub Stewart (1540–1541), książę Rothesay
│ │ │  │ │  │  │
│ │ │  │ │  │  ├─>Robert Stewart (ur. i zm. kwiecień 1541), książę Albany
│ │ │  │ │  │  │
│ │ │  │ │  │  └─>
Maria I Stuart
 (1542-1587), królowa Szkotów
│ │ │  │ │  │     x 
Franciszek II Walezjusz
 (19 stycznia 1544 – 5 grudnia 1560)
│ │ │  │ │  │     x 
Henryk Stuart, lord Darnley
 (7 grudnia 1545 – 10 lutego 1567)
│ │ │  │ │  │     │
│ │ │  │ │  │     └─>Królowie Anglii z dynastii Stuartów
│ │ │  │ │  │
│ │ │  │ │  │    x James Hepburn, 4. hrabia Bothwell
│ │ │  │ │  │
│ │ │  │ │  └─>Aleksander Stewart
│ │ │  │ │
│ │ │  │ ├─>Jakub Stewart, (1476-1504), książę Ross, arcybiskup Saint Andrews
│ │ │  │ │
│ │ │  │ └─>Jan Stewart (1479-1503). hrabia Mar
│ │ │  │
│ │ │  ├─>Aleksander Stewart, 1. książę Albany (ok. 1454-1485),
│ │ │  │
│ │ │  ├─>Dawid Stewart, hrabia Moray (ok. 1456-1457),
│ │ │  │
│ │ │  ├─>Jan Stewart, 1. hrabia Mar i Garioch (ok. 1459-1479),
│ │ │  │
│ │ │  ├─>Małgorzata Szkocka
│ │ │  │  x William Crichton, 3 pan Crichton w Auchingoul
│ │ │  │
│ │ │  └─>Maria Szkocka (zm. 1488),
│ │ │    x Tomasz Boyd, 1. hrabia Arran
│ │ │    x Jakub Hamilton, 1. hrabia Hamilton
│ │ │
│ │ └─>Annabella Stewart (ok. 1433 – po 1471)
│ │   x Ludwik Sabaudzki, hrabia Genewy
│ │   x George Gordon, 2. hrabia Huntly
│ │
│ ├─>Robert Stewart (zm. młodo);
│ │
│ ├─>Małgorzata Stewart - zwana Lady of Galloway (zm. 1449/1456)
│ │  x Archibald Douglasa, 4. hrabia Douglas (ur. 1370?, zm. 1424)
│ │
│ ├─>Maria Stewart (zm. ok. 1458)
│ │  x Jerzy Douglas, 13. hrabia Angus (zm. 1402/1405)
│ │  x Jakub Kennedy of Dunure (zm. 1408)
│ │  x Wilhelm, 1. lorda Graham of Kincardine (zm. 1424)
│ │  x Wilhelm Edmonstona of Duntreath
│ │
│ ├─>Egidia Stewart (zm. niezamężnie);
│ │
│ └─>Elżbieta Stewart (zm. przed 1411)
│    x Jakuba Douglasa, 1. lord Dalkeith (zm. 1441)
│
├─>Alexander of Buchan (1343–1394),
│
├─>Margaret Stewart
│  x Jan MacDonald, Lord Isles,
│
├─>Walter Stewart (zm. 1362)
│  x Isabel Macduff, 9. hrabina Fife,
│
├─>Robert of Albany (1339–1420),
│
├─>Marjory Stewart
│  x Jan Dunbar, 5. hrabia Moray
│  x Alexander Keith
│
├─>Joanna Stewart
│  x Sir Jan Keith
│  x Sir Jana Lyon
│  x Sir James Sandilands
│
├─>Isabel Stewart
│  x Jamesa Douglasa, 2. hrabia Douglas
│  x Dawid Edmondstone
│
├─>Katherine Stewart
│
└─>Elizabeth Stewart
  x Thomas Hay, Lord Wysoki Konetabl Szkocji

x 
Eufemia de Ross

│
│
├─>Dawid Stewart 1 hrabia Caithness (zm. przed 1389),
│
├─>Waltera Stewarta, 1 hrabia Atholl (zm. 1437),
│
├─>Margaret Stewart
│
├─>Elżbieta Stewart
│  x Dawid Lindsay, 1 hrabia Crawford,
│
└─>Egidia Stewart
   x William Douglas z Nithsdale
```